# Котовский сельский совет (Бережанский район)
Котовский сельский совет (укр. Котівська сільська рада) — входит в состав
Бережанского района
Тернопольской области
Украины.
Административный центр сельского совета находится в 
с. Котов.

## Населённые пункты совета
- с. Котов
- с. Молохов